# Maria Gerrits Vermeij

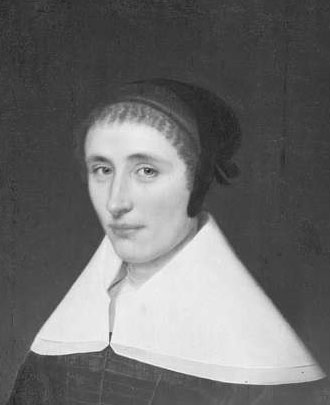
Maria Gerrits Vermeij (voor 1600-1645)

Maria Gerrits Vermeij (voor 1600 - 1645) was een klopje (geestelijk dochter) in Gouda en behoorde tot een gegoede familie.

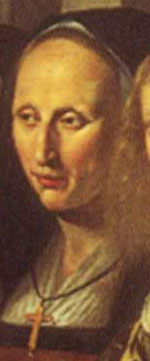
Klopje op het schilderij van Crabeth, waarschijnlijk Maria Gerrits Vermeij

Vermeij was een dochter van de rooms-katholieke advocaat Gerrit Vermeij en een nicht van de Goudse pastoor Willem de Swaen, stichter van de statie De Tol aldaar. Haar vader liet de Swaen kerkdiensten in zijn huis houden. Ook nadat haar vader was overleden kreeg de Swaen de gelegenheid om in dit huis van zijn nicht  kerkdiensten te houden. Het huis lag aan de noordzijde van de Sint-Janskerk en was kennelijk groot genoeg voor dit doel. Vermeij bood haar neef ook onderdak aan in haar woning. Zij stond als geestelijk dochter De Swaen bij in zijn werk als kapelaan. Later zou De Swaen zijn statie aan de Gouwe vestigen. In 1641 viel de baljuw het huis van Maria Gerrits Vermeij binnen en legde haar en De Swaen een boete op van 300 gulden. Vermeij was niet onbemiddeld. Zij beschikte na het overlijden van haar vader niet alleen over de woning nabij de kerk, maar was ook erfgename van de welgestelde familie Letmaet uit Gouda. In 1643 werd haar portret geschilderd door de Rotterdamse schilder Ludolf de Jongh. Op een schilderij van Wouter Crabeth Bernardus van Clairvaux bekeert Willem van Aquitanië, staat zij waarschijnlijk afgebeeld achter de figuur, die Crabeth heeft geportretteerd naar haar neef en geestelijk vader De Swaen.